# Eloy (album)
Eloy – debiutancki album studyjny niemieckiej grupy rockowej Eloy, wydany w 1971 roku nakładem Philips Records.

## Lista utworów
Opracowano na podstawie materiału źródłowego.
Wydanie LP:
Strona A
| Nr | Tytuł utworu       | Muzyka                                 | Długość |
| -- | ------------------ | -------------------------------------- | ------- |
| 1. | „Today”            | Bornemann, Schriever, Wieczorke        | 5:56    |
| 2. | „Something Yellow” | Schriever, Wieczorke                   | 8:15    |
| 3. | „Eloy”             | Bornemann, Draht, Schriever, Wieczorke | 6:15    |
|    |                    |                                        | 20:26   |

Strona B
| Nr | Tytuł utworu                 | Muzyka                          | Długość |
| -- | ---------------------------- | ------------------------------- | ------- |
| 1. | „Song of a Paranoid Soldier” | Schriever, Wieczorke            | 4:50    |
| 2. | „Voice of Revolution”        | Schriever, Wieczorke            | 3:07    |
| 3. | „Isle of Sun”                | Schriever                       | 6:03    |
| 4. | „Dillus Roady”               | Bornemann, Schriever, Wieczorke | 6:32    |
|    |                              |                                 | 20:32   |

## Twórcy
Opracowano na podstawie materiału źródłowego.
Muzycy:
- Frank Bornemann – gitara, harmonijka ustna, instrumenty perkusyjne
- Helmut Draht – perkusja
- Erich Schriever – śpiew, keyboardy
- Wolfgang Stöcker – gitara basowa
- Manfred Wieczorke – gitara, śpiew

Produkcja:
- Peter M. Freiherr von Lepel – produkcja muzyczna
- Conny Plank – inżynieria dźwięku